# Konstantinos Hatzidakis
Konstantinos Hatzidakis (n. 20 aprilie 1965) este un om politic grec, membru al Parlamentului European în perioada 1999-2004 din partea Greciei. 
1. ↑  Σύνθεση της Κυβέρνησης (în greacă), accesat în 10 august 2021
2. ↑   https://vouliwatch.gr/mp/hatzidakis-konstantinos, accesat în 29 noiembrie 2017 Lipsește sau este vid: |title= (ajutor)
3. ↑  Deputații în Parlamentul European